# Lutz Schröter

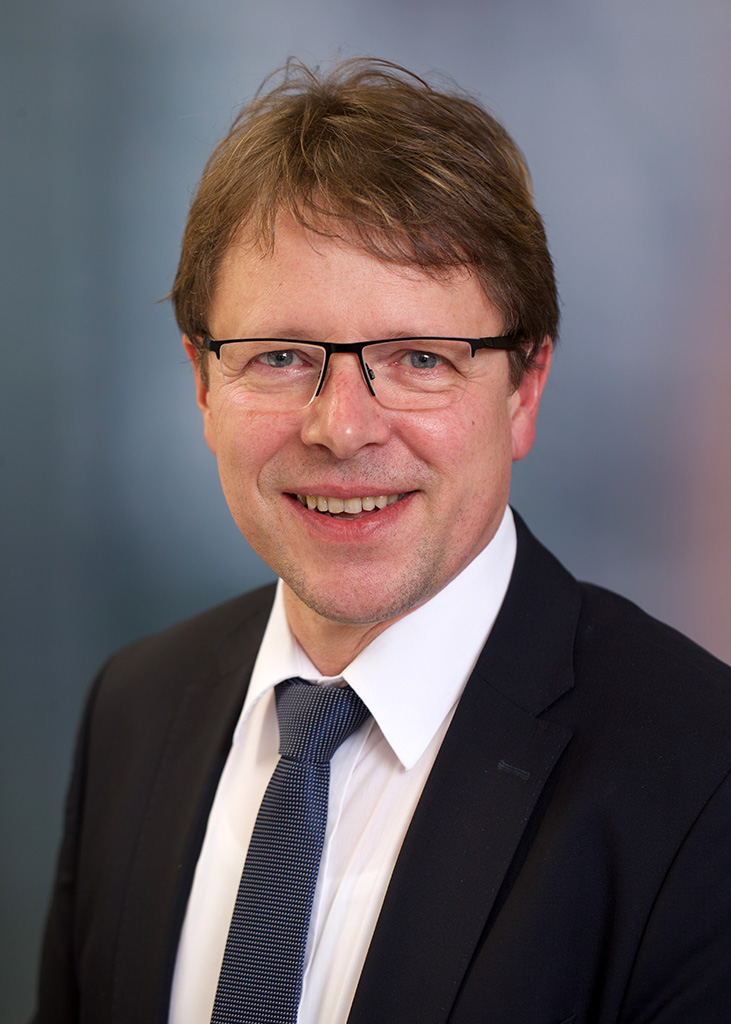
Lutz Schröter

Lutz Schröter (* 25. August 1960 in Berlin) ist ein deutscher Physiker. Vom 1. April 2020 bis zum 31. März 2022 war er Präsident der Deutschen Physikalischen Gesellschaft. Vom 1. April 2022 bis zum 20. März 2024 war er deren Vize-Präsident.

## Leben und Wirken
Lutz Schröter studierte Physik an der Universität Bielefeld und wurde dort mit Arbeiten aus dem Bereich Oberflächenphysik und Laserspektroskopie promoviert. Die Dissertation erfolgte 1991 zum Thema Zustandsselektive Untersuchungen zur Rekombinativen Wasserstoffdesorption. Bevor er 1992 in das Technologiezentrum Physikalische Technologien des Vereins Deutscher Ingenieure als Technologieberater eintrat war er kurzzeitig an der Universität/GH Essen beschäftigt.
Ab 1996 war Lutz Schröter in einer leitenden Funktion im FuE Controlling der Grünenthal GmbH in Aachen tätig. Danach übernahm er die Geschäftsführung der Saarländischen Wagnisfinanzierungsgesellschaft und später die Bereichsleitung venture in der  AutoVision GmbH (jetzt Volkswagen Group Services) in Wolfsburg. Dort verantwortete er die Akquisition und Finanzierung von jungen Technologieunternehmen sowie das Arbeitsgebiet „Mergers & Acquisition“ und damit Transaktionen im Unternehmensbereich wie Fusionen, Betriebsübergänge, Spin-offs oder Unternehmenskooperationen. Zuletzt war Schröter in leitender Funktion in der Volkswagen AG, Wolfsburg, tätig, vorwiegend im Finanz- und Baureihenmanagement.
Parallel zu seiner beruflichen Laufbahn hatte Lutz Schröter in verschiedenen jungen Unternehmen der Bio-, IT- und Materialtechnologien Aufsichts- bzw. Beiratsmandate inne. Darüber hinaus gehörte Lutz Schröter zur Landesjury des Start-up-Wettbewerbs der Sparkassen des Saarlandes.
Von 2008 bis 2012 war er Mitglied des Vorstands der Deutschen Physikalischen Gesellschaft e.V. als Vertreter für Industrie und Wirtschaft. Danach war er mehrere Jahre der Industrievertreter im Kuratorium Welt der Physik.
Vom 1. April 2020 bis zum 31. März 2022 war Lutz Schröter Präsident der Deutschen Physikalischen Gesellschaft e. V. Satzungsgemäß übernahm er für die Zeit vom 1. April 2022 bis zum 20. März 2024 die Vizepräsidentschaft.

## Auszeichnungen
- 2012 Ehrennadel der Deutschen Physikalischen Gesellschaft e.V.[6]

## Schriften
- Wissenschaftliche Publikationen: Übersicht auf ResearchGate